# Sargvere
Sargvere är en ort i Estland. Den ligger i Paide kommun och landskapet Järvamaa, i den centrala delen av landet, 80 km sydost om huvudstaden Tallinn. Sargvere ligger 75 meter över havet och antalet invånare är 238.
Terrängen runt Sargvere är mycket platt. Runt Sargvere är det mycket glesbefolkat, med 5 invånare per kvadratkilometer. Närmaste större samhälle är Paide, 9,5 km väster om Sargvere. Trakten runt Sargvere består till största delen av jordbruksmark.